# Pallavolo ai X Giochi del Sud-est asiatico
La pallavolo ai X Giochi del Sud-est asiatico si è disputata durante la X edizione dei Giochi del Sud-est asiatico, che si è svolta a Giacarta, in Indonesia, nel 1979.

## Podi
| Evento                         | Oro       | Argento   | Bronzo    |
| Pallavolo maschile (dettagli)  | Birmania  | Indonesia | Filippine |
| Pallavolo femminile (dettagli) | Filippine | Indonesia | Vietnam   |